# Lucy Punch
Lucy Punch, född 30 december 1977 i London,  är en brittisk skådespelare. 
Lucy Punch är bland annat känd för sina roller i TV-serierna Doc Martin och The Class. 2010 hade hon en roll i Woody Allens romantiska dramakomedi Du kommer att möta en lång mörk främling. Under 2011 spelade Punch Amy i Bad Teacher mot Cameron Diaz.

## Filmografi i urval
- 2000 – The 10th Kingdom (TV-serie)
- 2004 – Being Julia
- 2004 – Ella den förtrollade
- 2004 – Doc Martin (TV-serie)
- 2007 – Hot Fuzz
- 2010 – Du kommer att möta en lång mörk främling
- 2011 – Bad Teacher
- 2012 – Kärlek i Detroit
- 2014 – Into the Woods